# 頭後大直肌
頭後大直肌（rectus capitis posterior major muscle）以點狀的腱起始於軸椎的棘突，然後在上升中逐漸變寬，最後附著至枕骨的下項線及略低此線的骨頭的表面。
因為兩側的肌肉向上和側向伸展，所以之間留下了一個三角形的空間，裡面即為頭後小直肌的所在。
頭後大直肌的主要作用是伸展及旋轉寰枕關節

## 外部連結
- 解剖學(Anatomy)-肌肉(muscle)-Rectus Capitis Posterior Major muscle(頭後大直肌) （页面存档备份，存于）
- PTCentral